# Phrynopus heimorum
Phrynopus heimorum är en groddjursart som beskrevs av Lehr 200. Phrynopus heimorum ingår i släktet Phrynopus och familjen Strabomantidae. Inga underarter finns listade i Catalogue of Life.
Detta groddjur är endast känd från en plats i provinsen Ambo i centrala Peru. Fyndet gjordes vid 4225 meter över havet. Landskapet är skogar med träd av släktet Polylepis och angränsande buskskogar. Exemplaren besöker även gräsmarker i närheten. Troligtvis är arten dagaktiv. Några exemplar hittades under stenar som var täckta med mossa. Nära besläktade groddjur genomgår ingen metamorfos.
Stora delar av skogen omvandlades till jordbruks- eller betesmarker. Buskskogarna finns kvar. IUCN kategoriserar arten globalt som akut hotad.